# Jakobstadsnejdens Telefon Ab
Jakobstadsnejdens Telefon Ab (JNT) (finska: Pietarsaaren Seudun Puhelin Oy) är ett finländskt telekomföretag som är verksamt i huvudsak i Österbotten. Företaget erbjuder alla tjänster inom telekommunikation samt tillhandahåller ett omfattande fibernät i mellersta Österbotten samt dubblerade stamförbindelser ner till Helsingfors.

## Historia
JNT grundades i Jakobstad 1887 på initiativ av Wilhelm Schauman. Bara 11 år tidigare hade Alexander Graham Bell lämnat in sitt patent på den första telefonapparaten. Den teknik man startade från byggde på L.M.Ericssons teknik och den 9 augusti samma år ringdes det första samtalet. Inledningsvis hade man 13 abonnenter av vilka bland andra affärsmännen Otto Malm, Felix Malm, Wilhelm Schauman, John Blomström, Eliel Ervast och Victor Schauman var några.
JNT var tidigt ute med internet-tjänster. Redan 1995 grundades ISP-verksamheten genom dotterbolaget Multi.fi Finland. Bland de första internet-kunderna räknas Nykarleby stad och JT, nuvarande Österbottens Tidning. JNT är också sedan tiden för Multi.fi medlem i Ficix.

## Verksamhet
Idag bygger telefontekniken till största delen på Cisco Systems VoIP-baserade teknik. Det gäller såväl centralteknik, som företagsväxlar samt ändutrustning (telefoner) till konsumenter. JNT erbjuder varor och tjänster inom hela telekomsektorn till både privatpersoner och företag i Österbotten.
Förutom telefoni och internet-tjänster erbjuder man också sina kunder TV-tjänster, både kabel-TV och IPTV. Inom ramen för kabel-TV tekniken samarbetar man med Anvia medan man på IPTV-sidan har ett samarbete med Ålcom från Åland. IPTV tjänsten säljs under namnet Multi-TV. I kanalutbudet ingår alla de kända kanalbolagen som t.ex. C More, Viasat, Discovery Channel, Disney Channel, med flera.
Inom regionen är JNT den operatör som byggt mest fiberanslutningar (FTTH). Vid utgången av förra året var hälften av alla hushåll på JNT:s verksamhetsområde anslutna till JNT:s fibernät. Förutom eget fiberoptiskt nät i Jakobstad har man även byggt ut i Larsmo, Pedersöre, Nykarleby och även i liten utsträckning i Kronoby. Som tjänsteleverantör erbjuder man också sina tjänster till de olika fibernäten runt om i Österbotten: KNT-Net i Kronoby, Pedersöre öppna fibernät, Nu-net i Nykarleby, Bothnia Broadband i Malax, Dynamonet i Närpes samt KRS-net i Kristinestad och Lappfjärdsområdet.
JNT som en av många av de regionala men självständiga telekomoperatörerna i Finland tillhör samarbetsorganisationen Finnet. Sedan år 2001 har JNT varit delägare till mobiloperatören DNA Oy som man också fungerar som återförsäljare för av mobila tjänster.
År 2010 var man också med som en av grundarna till det nordiska samarbetet kring Onestream.

## Ekonomiska nyckeltal
Under år 2011 omsatte företaget 13,5 miljoner euro. Företaget har ca 60 anställda.

### Fotnoter
1. ↑  Karlsson, Svenolof. ”Det hundrade året”. JNT. http://www.jnthistoria.fi/sv/det-hundrade-aret/. Läst 21 januari 2013.
2. 1 2  JNT:s årsberättelse  2011.

### Webbkällor
- FICIX medlemmar
- Berättelsen om JNT
- JNT:s bokslut 2011[död länk]
- Onestream samarbetet